# Цифровая литература
Цифровая литература, «дигитальная литература» (от англ. digital — цифровой) — совокупность литературных произведений, созданных с использованием компьютерных технологий таким образом, что без этих технологий такое произведение существовать не может.
Согласно определению немецкой исследовательницы Энрике Шмидт,

Дигитальная литература использует технические возможности компьютера и дигитальные / мультимедийные технологии в качестве основного формообразующего, эстетического принципа с целью достижения новых форм и методов художественного выражения. Её адекватное воспроизведение на бумаге невозможно, исключено по определению и изначально не предусмотрено.
При этом, как указывает Шмидт, дигитальную литературу следует отличать от литературы «дигитализированной», то есть созданной вне зависимости от компьютерных технологий, но затем использующей их для тиражирования, распространения и т. д.
Основными признаками цифровой литературы являются использование гипертекста и интерактивность того или иного рода, включение в вербальный текст элементов анимации или иного мультимедийного контента. Специфической разновидностью дигитальной литературы являются также произведения, в той или иной степени сгенерированные компьютерной программой.
Цифровая литература отличается от традиционной тем, что в цифровой литературе, как и во всех экспериментальных видах написания, в центре внимания стоит не столько содержание, сколько сам язык как материал. Цифровая литература не стремится в первую очередь выразить чьи-либо чувства или мнения, а создать произведение искусства на основе теорий и экспериментов.

## История и развитие
Первые произведения цифровой литературы, написанные с помощью компьютера, возникли в 50-х и 60-х годах в кругах Макса Бензе, немецкого философа и публициста.
Немецкий информатик Тео Лутц в 1959 году произвел первые искусственные и стохастические тексты на большом
ЭВМ. Параллельно Эммет Уильямс начиная с 1956 года экспериментировал, написав своё произведение Procedural Poems без компьютера — он заменил буквы названия стихотворения на случайно выбранные слова, и тем самым будто с помощью компьютерной программы произвел искусственно сгенерированный текст. В дальнейшем появилось несколько машин для печатания текста, такие как «La Machine à écrire» («Машина для печатания текста») 1964 года Жана Бодо. Основное внимание искусственно сгенерированных текстов было сосредоточено на их эстетических функциях. Отправной точкой стала сформированная в 1960 году группа УЛИПО (Мастерской Потенциальной Литературы или Управления Литературной Потенциальностью), например, работа Ремона Кено «Cent mille milliards de poèmes» («Сто миллиардов стихов»), которая состояла из десяти сонет со свободно комбинируемыми строками. Более поздние работы, такие как «Перестановки» Флориана Крамерса (1996 г.) и «Генезис» (1999 г.) Эдуардо Каса тоже следовал традиции искусственного генерирования текстов.
Следующим этапом развития цифровой литературы стало появление инсталляций интерактивного медиа-искусства, таких как «Cybernetic Landscapes» («Кибернетические ландшафты») в 1960 году или «Legible City» («Читаемый город»), установленная с 1988 по 1992 год. Эти инсталляции позволяют зрителям передвигаться по виртуальным местностям, состоящим из букв. Служит примером также инсталляция Фрэнка Фитцекса «Бодибилдинг» (1997), которая напоминает велотренажер и выдает текст в такт движениям. В центре внимания этих работ стояла коммуникация между пользователем и электронным носителем.
Международное распространение цифровой литературы связывают с усилением развития новых электронных технологий в 80-е годы. HyperCard компании Apple открыла в 1987 эпоху гипертекста. Через него файлы могли быть связаны. С помощью таких программ, как Storyspace, вскоре были созданы первые литературные гипертексты, так называемые произведения гипертекстовой литературы — рассказы, исход которых мог определить читатель.

## Основные понятия

### Интерактивность
Интерактивность означает вовлеченность аудитории и является частью самого искусства. В центре цифровой литературы, таким образом, стоит активный получатель информации, который осознанно участвует в творческом процессе. Часто для участия в интерактивных инсталляциях требуется большая физическая отдача. Примером этого является «Legible City» («Читаемый город») Джеффри Шоу. Здесь «посетитель движется на велосипеде по улицам города, который виден на экране». Интерактивность тесно связана с принципом процессуальности и существует благодаря диалогу между пользователем и компьютером. Её целью является мотивация — слово «интерактивность» применяется для привлечения потенциальных пользователей к произведению цифровой литературы.

### Гипермедийность
Гипермедийностью в цифровой литературе называется способность «имитировать или интегрировать все предшествующие медиа». Она представляет собой расширение гипертекста, подчеркивая при этом мультимедийную составляющую. Как и гипертекст, гипермедиа состоят из ссылок. Они включают в себя различные форматы, таким образом, что наряду с обыкновенными текстовыми файлами используются аудио, видео и изображения. При этом главное — творчески использовать различные свойства медиа и связать их друг с другом.
С помощью гипермедийности цифровая литература расширяется: она динамична в новых измерениях. В то время, как печатные тексты двухмерны, а текстовые объекты — трехмерны, тексты цифровой литературы на экранах электронных носителей изменчивы. Они меняются во время чтения, попадая под влияние читателя. Это создает новую форму восприятия, в том числе восприятия времени и пространства. Посредством анимации, например, взаимодополняющее соотношение времени и пространства приобретает собственную специфику.

### Процессуальность
Процессуальность цифровой литературы обычно достигается за счет анимации. Произведения цифровой литературы никогда не находятся в стагнации: они непрерывно видоизменяются и приобретают нужную форму в процессе чтения. Степень законченности произведения цифровой литературы зависит от самого читателя. Изначальная незаконченность произведений цифровой литературы — её важная особенность. В качестве примера стоит отметить «Генезис» Эдуардо Каса, в котором процессы трансформации текста представлены в виде анимации.

### Связывание
Под связыванием в цифровой литературе подразумевается возможность каким-либо образом связать тексты между собой. Это понятие описывает также процесс коллективного написания. Коллективное написание текстов в литературе существовало еще до появления компьютеров. Пример тому — «поэтические игры» в Нюрнберге в XVII веке, эпистолярный роман в XVIII веке, салонная литература в XIV веке. Такое написание проявляется в цифровой литературе в возможности обмена документами с помощью компьютерных технологий (примером этого служит Интернет). Система связывания способствует интерактивности между пользователями компьютеров, которая не зависит от какого-либо пространственного или временного присутствия.
Под эстетическим принципом совместного написания терпят изменения традиционные понятия, такие как «авторство» и «произведение». Они расширяются, представляя такие аспекты, как коллективность, Wreadership — переход между написанием и чтением, открытость и незаконченность.

## Критика
Немецкий литературовед Роберто Симановски считает, что цифровая литература в случае необдуманного, эксцессивного употребления технических возможностей может привести к возникновению «технологического кича», который не позволяет уловить главную мысль произведения..

## Авторы цифровой литературы
- Катерина Давинио
- Генджо Гулан
- Елена Кацюба
- Роман Лейбов